# Jungfruskären
Jungfruskären är två öar i Finland. De ligger i Skärgårdshavet och i kommunen Kimitoön i den ekonomiska regionen  Åboland i landskapet Egentliga Finland, i den sydvästra delen av landet. Öarna ligger omkring 56 kilometer sydöst om Åbo och omkring 120 kilometer väster om Helsingfors. Skären ligger i den sydöstra delen av Kimitoön.
Arean för den av öarna koordinaterna pekar på är 1,3 hektar och dess största längd är 220 meter i sydväst-nordöstlig riktning.

## Klimat
Inlandsklimat råder i trakten. Årsmedeltemperaturen i trakten är 5 °C. Den varmaste månaden är augusti, då medeltemperaturen är 16 °C, och den kallaste är januari, med −6 °C.